# Oncopus
Oncopus là một chi bướm đêm thuộc họ Geometridae.

## Các loài
- Oncopus aurata
- Oncopus citrosa
- Oncopus hapala
- Oncopus transpecta